# 賓茨貝格山
46°53′13″N 7°54′04″E / 46.887°N 7.901°E
賓茨貝格山（Binnzberg），是瑞士的山峰，位於該國中部，由盧塞恩州負責管轄，處於馬巴赫，屬於弗賴堡前阿爾卑斯山脈的一部分，海拔高度1,021米。